# Dos chicos de cuidado en la ciudad
Dos chicos de cuidado en la ciudad (trad.: Dois Garotos de Cuidado na Cidade) é uma telenovela mexicana exibida pela Azteca e produzida por Carlos Márquez e Alexa Muñoz em 2003. 
Foi protagonizada por Víctor García e Raúl Sandoval com antagonização de Geraldine Bazan.

## Elenco
- Víctor García .... Víctor Rodríguez
- Raúl Sandoval .... Raúl Rodríguez
- Geraldine Bazan .... Fernanda Medina
- Arcelia Ramírez .... Claudia
- Rafael Sánchez Navarro .... Felipe Medina
- Pedro Sicard .... José Luis Rodríguez
- Mariana Torres .... Paty
- Mayra Rojas .... Ivana
- Luciana Silveyra .... Carmen
- Joanydka Mariel .... Lourdes
- Erika de la Llave .... Mica
- Alejandra Urdain .... Connie
- Paloma Quezada .... María Carvajal
- Rosalía León .... Rosalía
- Jorge Galván .... Beto Carvajal
- Sofía Stamatiades .... Ana
- Víctor Hugo Arana .... El Negro
- Mauricio Achar .... Juvenal
- Georgina Tabora .... Corina
- Jeanne Derbez .... Silvia
- José Carlos Rodríguez .... Jarocho
- Jorge Zárate .... Toribio
- Carlos Torrestorija .... Mario
- Adrián Cue .... Alan
- Julio Casado .... Tato
- Leonardo Mackey .... Alex
- Juan Carlos Remolina .... Amezcua
- Román Walker .... Rivas